# Emilio Bonifacio
Pour les articles homonymes, voir Bonifacio (homonymie).
Emilio Jose Bonifacio Rosario (né le 23 avril 1985 à Saint-Domingue, République dominicaine) est un ancien joueur d'utilité de la Ligue majeure de baseball. 
Il est le frère aîné du joueur de baseball Jorge Bonifacio.

## Carrière

### Diamondbacks de l'Arizona
Signé comme agent libre par les Diamondbacks de l'Arizona en 2001 alors qu'il n'est âgé que de 16 ans, Emilio Bonifacio prend part à son premier match le 2 septembre 2007. Il obtient ses deux premiers coups sûrs dans les majeures le 10 septembre à San Francisco.
Le jeune joueur a joué dans 19 parties avec les Diamondbacks avant d'être échangé aux Nationals de Washington le 22 juillet 2008, en retour du lanceur Jon Rauch.

### Nationals de Washington
Après la saison 2008, les Nationals le cèdent aux Marlins de la Floride avec deux joueurs de ligues mineures, le voltigeur Jake Smolinski et le lanceur droitier P. J. Dean, en retour du lanceur gaucher Scott Olsen et du voltigeur Josh Willingham.

### Marlins de Miami
Utilisé principalement comme joueur de troisième but par les Marlins en 2009, Bonifacio patrouille surtout le champ extérieur en 2010 avant de partager le travail en 2011 entre le poste d'arrêt-court et celui de voltigeur.
Pour les Marlins, Bonifacion frappe en lieu sûr pendant 26 parties consécutives du 28 juin au 28 juillet 2011, la deuxième plus longue séquence du genre par un joueur de la franchise. Il est nommé joueur par excellence du mois de juillet 2011 dans la Ligue nationale avec une moyenne au bâton de ,380, un pourcentage de présence sur les buts de ,466, 38 coups sûrs, 27 points comptés et 16 buts volés. Il termine la saison avec un nouveau record personnel de 167 coups sûrs en 152 parties jouées et affiche une moyenne au bâton de ,296. Il marque 78 points, réussit 5 coups de circuit et totalise 36 points produits, tous des sommets en carrière. Il mène les Marlins pour les coups sûrs et les buts volés. Ses 40 buts volés le placent d'ailleurs deuxième dans la Ligue nationale derrière le champion voleur de buts Michael Bourn.
Deux blessures au pouce et une au genou droit envoient Bonifacio sur la liste des joueurs blessés à trois reprises en 2012. Il ne dispute que 64 matchs, le dernier le 21 août. Il réussit cependant à voler 30 buts en 33 tentatives malgré ce temps de jeu réduit. Il joue surtout au champ extérieur à cette dernière année chez les Marlins.

### Blue Jays de Toronto

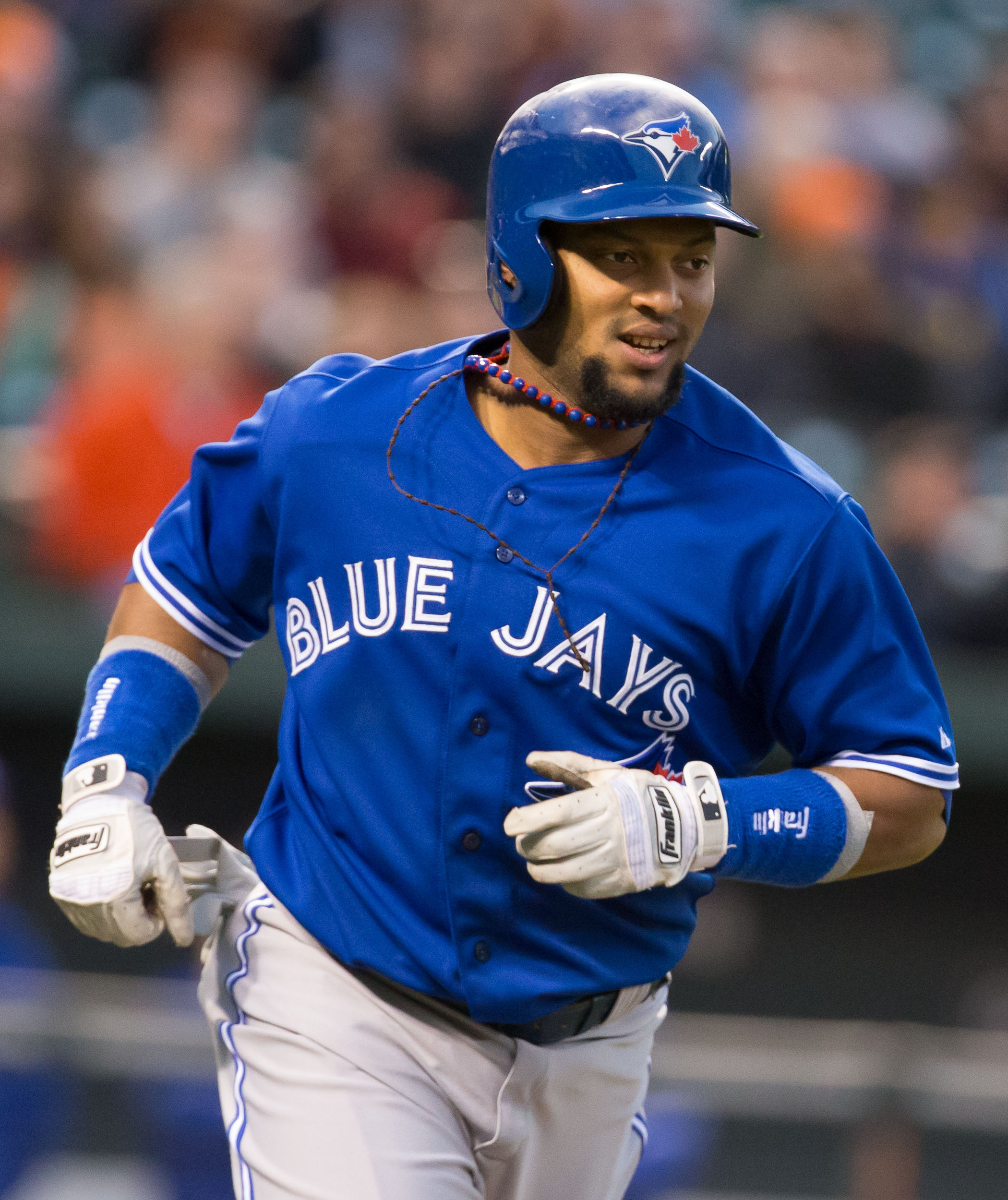
Emilio Bonifacio en 2013 avec Toronto.

Emilio Bonifacio est échangé aux Blue Jays de Toronto dans le cadre de la méga-transaction conclue par les Marlins le 19 novembre 2012. Il passe aux Jays avec l'arrêt-court José Reyes, le lanceur droitier Josh Johnson, le lanceur gaucher Mark Buerhle et le receveur John Buck, en retour de l'arrêt-court Yunel Escobar, du voltigeur Jake Marisnick, du joueur d'avant-champ Adeiny Hechavarria, du receveur Jeff Mathis, des lanceurs droitiers Henderson Alvarez et Anthony DeSclafani et du lanceur gaucher Justin Nicolino.
Il ne frappe que pour ,218 avec les Blue Jays en 94 parties jouées en 2013 et réussit 12 vols de buts en 18 tentatives. Il joue au champ extérieur et au deuxième but pour les Jays.

### Royals de Kansas City
Le 14 août 2013, les Blue Jays, déçus de la contribution de Bonifacio tant à l'attaque qu'en défense, le transfèrent aux Royals de Kansas City en échange d'un montant d'argent. Il frappe pour ,285 en 42 matchs des Royals, et réussit 16 vols de buts en seulement 18 essais.
Il termine la saison 2013 avec une moyenne de ,243 et 28 buts volés en 136 matchs au total pour Toronto et Kansas City.

### Cubs de Chicago
Bonifacio est remercié par Kansas City alors que s'ouvrent les camps d'entraînement du printemps 2014. Il rejoint alors les Cubs de Chicago sur un contrat des ligues mineures. En 69 matchs des Cubs avant d'être échangé à la date limite des transactions de 2014, il frappe pour ,279 avec deux circuits, 18 points produits, 35 points marqués et 14 buts volés.

### Braves d'Atlanta
Le 31 juillet 2014, les Cubs de Chicago échangent Bonifacio et le lanceur de relève gaucher James Russell aux Braves d'Atlanta contre le receveur des ligues mineures Víctor Caratini.
Il ne frappe que 25 coups sûrs en 128 passages au bâton dans les 41 matchs joués pour les Braves. Bonifacio termine la saison 2014 avec 47 points marqués, 26 buts volés et une moyenne au bâton de ,259 en 110 matchs disputés au total pour les Cubs et les Braves.

### White Sox de Chicago
Le 8 janvier 2015, Bonifacio signe un contrat d'un an avec les White Sox de Chicago. Il ne frappe que pour ,167 de moyenne au bâton en 47 parties des White Sox en 2015, puis est libéré le 18 août.

### Retour chez les Cubs
Le 25 août 2015, Bonifacio revient à l'une de ses anciennes équipes, les Cubs de Chicago, de qui il accepte un contrat des ligues mineures.

### Retour à Atlanta
En décembre 2015, Bonifacio rejoint l'une de ses anciennes équipes, les Braves d'Atlanta, sur un contrat d'une saison d'une valeur de 1,25 million de dollars.
De retour avec le club la saison suivante, il est libéré de son contrat par Atlanta le 6 juin 2017.

## Statistiques
| Saison | Équipe     | G   | AB  | R   | H   | 2B | 3B | HR | RBI | SB | BA    |
| ------ | ---------- | --- | --- | --- | --- | -- | -- | -- | --- | -- | ----- |
| 2007   | Arizona    | 11  | 23  | 2   | 2   | 1  | 0  | 0  | 2   | 0  | 0,217 |
| 2008   | Arizona    | 8   | 12  | 3   | 2   | 1  | 0  | 0  | 2   | 1  | 0,167 |
| 2008   | Washington | 41  | 157 | 26  | 39  | 5  | 5  | 0  | 12  | 6  | 0,248 |
| 2009   | Floride    | 127 | 461 | 72  | 116 | 18 | 11 | 1  | 43  | 28 | 0,252 |
| 2010   | Floride    | 73  | 180 | 30  | 47  | 6  | 3  | 0  | 10  | 12 | 0,261 |
| Totaux | Totaux     | 260 | 833 | 133 | 209 | 24 | 14 | 1  | 53  | 40 | 0,251 |

Note : G = Matches joués ; AB = Passages au bâton; R = Points ; H = Coups sûrs ; 2B = Doubles ; 3B = Triples ; 
HR = Coup de circuit ; RBI = Points produits ; SB = Buts volés ; BA = Moyenne au bâton.